# Soldatenrat Ludwigsburg
Der provisorische Soldatenrat Ludwigsburg wurde am Abend, 8 Uhr, des 9. November 1918 in Ludwigsburg (Württemberg) gegründet. Er bestand aus den Soldaten:
- Imanuel Beck, Gefreiter der Train-Ersatzabteilung 13,
- Georg Grieb, Kanonier 2. Ersatzabteilung 29,
- Paul Hennsey, Kanonier 2. Ersatzabteilung 29,
- Friedrich Nürnberg, Krankenwärter Reservelazarett I,
- Ernst Reiner, Wachtmeister 2. Ersatzabteilung 29,
- Johann Sachs, Unteroffizier Ersatzbataillon 121.

Als am 30. Juni 1919 die württembergischen Soldatenräte aufgehoben wurden, fertigten die damals Vorsitzenden des Soldatenrats Ludwigsburg Ernst Reiner, Emil Schuler und Gustav Speidel einen Tätigkeitsbericht der Vorsitzenden des Garnisonsoldatenrates Ludwigsburg, August 1919.
Er begann mit den Sätzen:

„Durch Verfügung des württembergischen Kriegsministeriums wurden die württembergischen Soldatenräte am 30. Juni 1919 aufgehoben. Die bei den S.-Räten angesammelten wichtigeren Akten sollten einer Aufforderung des Landesausschusses der S.-Räte Württembergs zufolge dem Revolutionsarchiv der A.-, B.- und S.-Räte Württembergs unter Beifügung eines kurzen Tätigkeitsberichts übergeben werden.“

Die maschinenschriftliche Fassung umfasst 100 Seiten und befindet sich im Hauptstaatsarchiv Stuttgart.
Der Tätigkeitsbericht ist ungekürzt abgedruckt in:
- Regionale und Lokale Räteorganisationen in Württemberg 1918/19, bearbeitet von Eberhard Kolb und Klaus Schönhoven. Droste Verlag Düsseldorf. ISBN 3-7700-5084-3

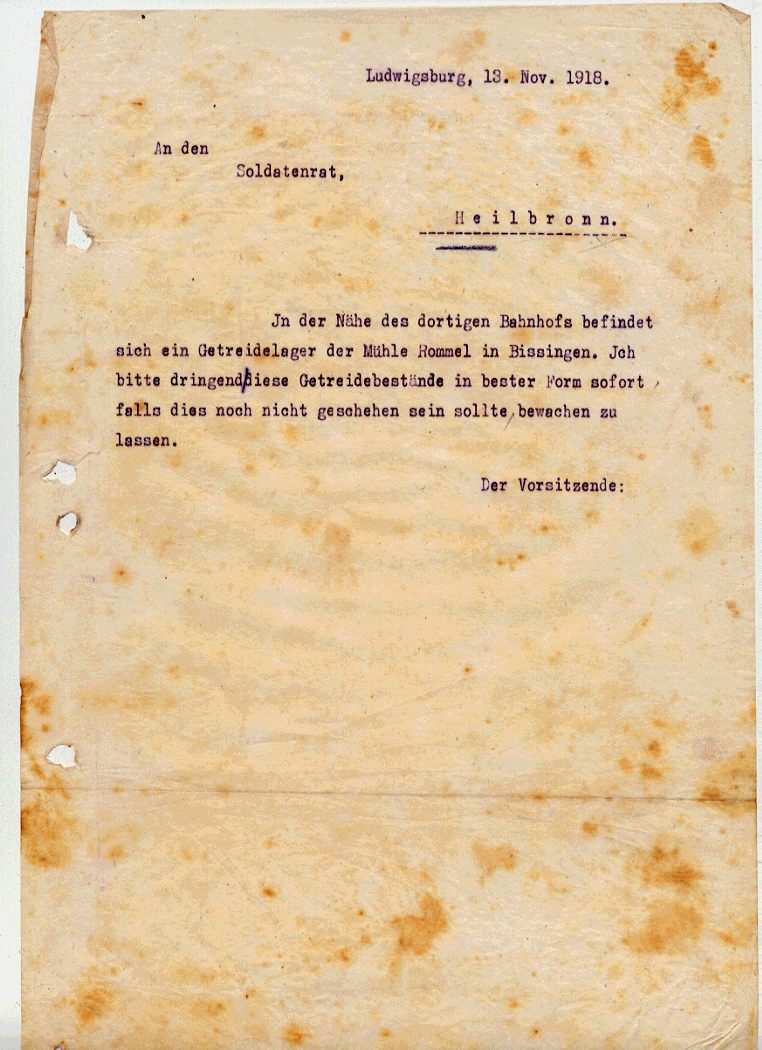
Bewachung eines Getreidelagers in Heilbronn

Eberhard Kolb und Klaus Schönhoven bemerken Folgendes in ihrem oben zitierten Werk über diesen Rechenschaftsbericht:

„Der sehr umfangreiche Rechenschaftsbericht des Garnisonsoldatenrates Ludwigsburg wird ungekürzt abgedruckt weil in dieser exemplarischen Selbstdarstellung Tätigkeit und Leistungen eines S.-Rates so plastisch und so detailliert geschildert werden wie in kaum einer anderen Quelle.“